# Радянізація

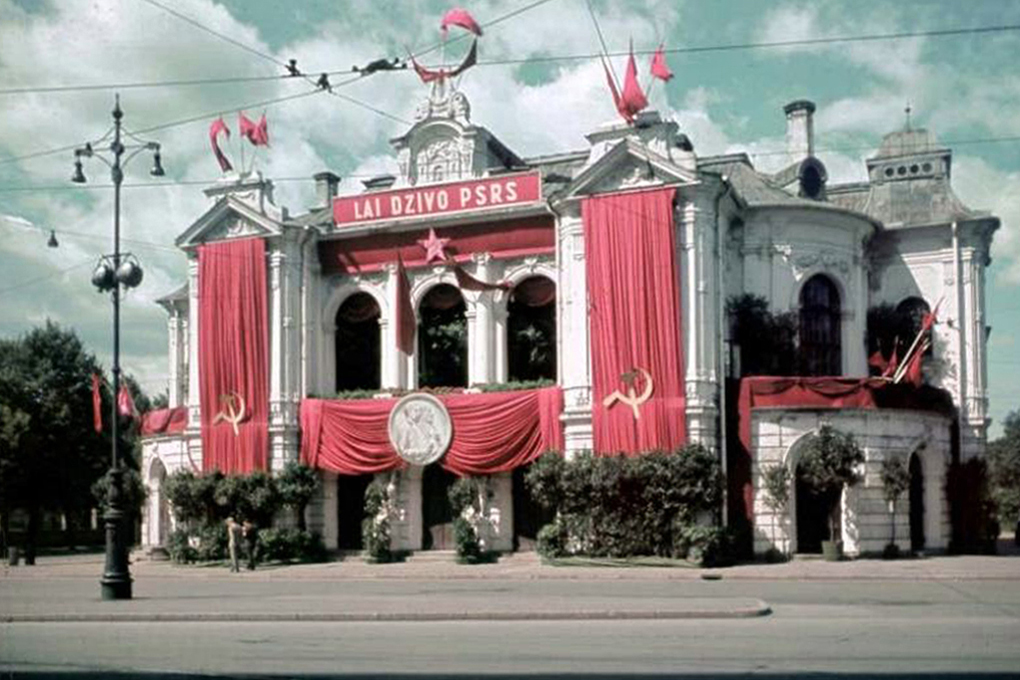
Латвійський національний театр, прикрашений радянською символікою (серп і молот, червона зірка, червоні прапори та подвійний портрет Ленін та Сталін) після радянської окупації в 1940. У тексті зверху написано «Хай живе СРСР!»

Радянізація — насильницьке насадження на певній території норм економічного, суспільно-політичного та культурного життя, що було характерним для тоталітарного Радянського Союзу.
Історично включала створення органів радянської влади, імітація виборів, які проходили під контролем більшовиків з відстороненням опозиційних їм кандидатів, націоналізації землі та власності, репресії проти представників ворожих класів. В сучасній історії під радянізацією розуміється копіювання зразків радянського життя (культ особистості вождя, колективістська ідеологія, обов'язкова участь в пропагандистських заходах тощо).
В роки громадянської війни радянізація відбувалася на територіях, захоплених Червоною армією. Надалі радянізувались території, що окуповувались РРФСР та СРСР. Після закінчення Другої світової війни радянізація відбувалася в країнах соціалістичного табору.